# Hòa mây dẻo
Hòa mây dẻo, tên khoa học Calamagrostis elatior, là một loài thực vật có hoa trong họ Hòa thảo. Loài này được (Griseb.) A.Camus mô tả khoa học đầu tiên năm 1928.